# 六張犁福德宮
六張犁福德宮，又稱六張犁福德祠、福德爺宮，位於台灣台北市信義區崇德街132號，為主祀福德正神之道教廟宇。該廟宇興建於1850年，為位於六張犁的傳統建築廟宇。另外，該廟宇的組織型態為管理人制，祭典日期則是每年農曆之二月初二及八月十五。